# Merk (Münze)

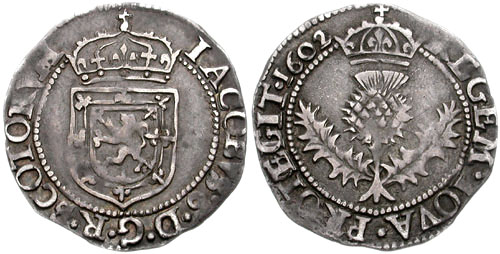
1/4 Thistle-Merk, Jakob VI., ca. 1602

Merk war die (ursprünglich von Mark (Gewicht)) abgeleitete Bezeichnung einer schottischen Silber-Münze.
Der Wert eines Merks galt 13 Shillinge und 4 Pence. Die Münze wurde erstmals unter dem schottischen König Jakob VI. in den 1570er Jahren als Halb-Merk (auch als Silber-Nobel (Münze) bezeichnet) ausgeprägt. Vom Merk gab es auch noch Viertel- und Doppelstücke. Das Doppelstück trug als Motiv auf der Rückseite das schottische Nationalsymbol, die Distel, und wurde wegen des zum deutschen Talers ähnlichen Gewichts als Thistle-Dollar (Distel-Taler) bezeichnet. Merk-Münzen wurden auch noch unter den Königen Karl I. und Karl II. bis weit in die 2. Hälfte des 17. Jahrhunderts hinein geprägt und waren auch noch im 18. Jahrhundert in Schottland in Umlauf.